# 斯飞石龙子属
斯飞石龙子属（学名：Sphenops）为石龙子科的一个属。

## 下属物种
本属包括以下物种：
- Sphenops sepsoides (Audouin, 1829)